# Джейкуа, Нейт
Джо́натан «Нейт» Дже́йкуа (англ. Jonathan "Nate" Jaqua; род. 28 октября 1981, Юджин, Орегон) — американский футболист, центральный нападающий.

## Биография

### Университетский футбол
В 2000—2002 годах Джейкуа обучался в Портлендском университете и играл за университетскую футбольную команду «Портленд Пайлотс» в Национальной ассоциации студенческого спорта. Включался в первую символическую сборную Конференции Западного побережья в сезонах 2001 и 2002.

### Клубная карьера
Оставив университет после третьего года обучения, 13 января 2003 года Джейкуа подписал контракт с MLS по программе Project-40.
17 января 2003 года на Супердрафте MLS Джейкуа был выбран под общим третьим номером клубом «Чикаго Файр». Его профессиональный дебют состоялся 13 апреля 2003 года в матче стартового тура сезона против «Нью-Инглэнд Революшн», в котором он вышел на замену в овертайме вместо Родриго Фарии.
2 июня 2003 года Джейкуа отправился в краткосрочную аренду в клуб Эй-лиги «Миннесота Тандер». Во втором дивизионе США дебютировал 3 июня 2003 года в матче против «Индиана Бласт», отметившись двумя голевыми передачами.
13 сентября 2003 года в матче «Чикаго Файр» против «Лос-Анджелес Гэлакси» забил свой первый гол в профессиональной карьере.
4 июня 2005 года в матче против «Чивас США» впервые в карьере оформил хет-трик, за что был назван игроком недели в MLS. В общей сложности в шести матчах июня 2005 года забил шесть мячей и отдал одну результативную передачу, за что удостоился звания игрока месяца в MLS. В сезоне 2005 из-за травм пропустил 13 матчей, 10 из них в июле, августе и сентябре — из-за подошвенного фасциита на левой ноге.
Джейкуа был отобран для участия в Матче всех звёзд MLS 2006, в котором звёздам MLS противостоял английский «Челси».
ФК «Торонто» выбрал Джейкуа на Драфте расширения MLS, состоявшемся 17 ноября 2006 года, но 15 декабря 2006 года канадский клуб обменял его в «Лос-Анджелес Гэлакси» на распределительные средства. За «Гэлакси» он дебютировал 8 апреля 2007 года в матче стартового тура сезона против «Хьюстон Динамо». Свой первый гол за «Гэлакси» забил 24 апреля 2007 года в матче квалификации Открытого кубка США против «Коламбус Крю».
3 июля 2007 года Джейкуа был обменян в «Хьюстон Динамо» на Келли Грея и пик второго раунда Супердрафта MLS 2008. За «Динамо» дебютировал 5 июля 2007 года в матче против «Нью-Йорк Ред Буллз». 12 июля 2007 года в матче против «Чикаго Файр» забил свой первый гол за «Динамо». 8 сентября 2007 года в матче против «Реал Солт-Лейк» оформил хет-трик. 10 ноября 2007 года в финале Западной конференции против «Канзас-Сити Уизардс» забил гол, и помог «Хьюстон Динамо» пробиться в матч за Кубок MLS второй год подряд.
28 января 2008 года Джейкуа подписал контракт с клубом австрийской Бундеслиги «Райндорф Альтах». Дебют за «Альтах», 16 февраля 2008 года в матче против венской «Аустрии», отметил голом.
15 июля 2008 года Джейкуа вернулся в «Хьюстон Динамо».
Джейкуа был выбран клубом «Сиэтл Саундерс» на Драфте расширения MLS, состоявшемся 26 ноября 2008 года. 19 марта 2009 года участвовал в дебютном матче «Саундерс» в высшей лиге, соперником в котором был «Нью-Йорк Ред Буллз». 28 марта 2009 года в матче против «Реал Солт-Лейк» забил свой первый гол за «Саундерс».
Пропустил первые три месяца сезона 2010 из-за операции по удалению грыжи передней брюшной стенки. В розыгрыше Открытого кубка США 2010 разделил лидерство среди бомбардиров с Пауло Жуниором из «Майами», забив пять мячей, в том числе по два — в четвертьфинале и полуфинале, и был признан лучшим игроком турнира.
По окончании сезона 2011 «Сиэтл Саундерс» не продлил контракт с Джейкуа.
12 декабря 2011 года во второй стадии Драфта возвращений MLS Джейкуа был выбран клубом «Нью-Инглэнд Революшн». Клуб предложил ему контракт, но игрок решил завершить карьеру.

### Международная карьера
Привлекался в сборные США до 18, 20 и 23 лет.
В основную сборную США Джейкуа был впервые вызван 20 декабря 2005 года в тренировочный лагерь, завершавшийся товарищескими матчами со сборными Канады и Норвегии. На матч с канадцами, состоявшийся 22 января 2006 года, не был заявлен. В матче c норвежцами, состоявшемся 29 января 2006 года, дебютировал за звёздно-полосатую дружину, выйдя на замену на 67-й минуте вместо Джоша Волффа.

### Личные сведения
Нейт — сын игрока в американский футбол Джона Джейкуа, выступавшего в Национальной футбольной лиге за «Вашингтон Редскинз».

## Достижения
Командные
 «Чикаго Файр»
- Победитель регулярного чемпионата MLS: 2003
- Обладатель Открытого кубка США: 2003, 2006

 «Хьюстон Динамо»
- Чемпион MLS (обладатель Кубка MLS): 2007

 «Сиэтл Саундерс»
- Обладатель Открытого кубка США: 2009, 2010, 2011

Индивидуальные
- Игрок месяца в MLS: июнь 2005
- Участник Матча всех звёзд MLS: 2006
- Лучший игрок Открытого кубка США: 2010
- Лучший бомбардир Открытого кубка США: 2010 (5 мячей)

## Статистика
| Выступление               | Выступление      | Выступление      | Лига | Лига | Плей-офф | Плей-офф | Кубок | Кубок | ЛЧ КОНКАКАФ | ЛЧ КОНКАКАФ | Итого | Итого |
| Клуб                      | Лига             | Сезон            | Игры | Голы | Игры     | Голы     | Игры  | Голы  | Игры        | Голы        | Игры  | Голы  |
| ------------------------- | ---------------- | ---------------- | ---- | ---- | -------- | -------- | ----- | ----- | ----------- | ----------- | ----- | ----- |
| Чикаго Файр               | MLS              | 2003             | 20   | 2    | 3        | 0        | 2     | 0     | —           | —           | 25    | 2     |
| Чикаго Файр               | MLS              | 2004             | 26   | 4    | —        | —        | 4     | 0     | 4           | 0           | 34    | 4     |
| Чикаго Файр               | MLS              | 2005             | 18   | 7    | 3        | 0        | 0     | 0     | —           | —           | 21    | 7     |
| Чикаго Файр               | MLS              | 2006             | 28   | 8    | 2        | 1        | 4     | 1     | —           | —           | 34    | 10    |
| Чикаго Файр               | Итого            | Итого            | 92   | 21   | 8        | 1        | 10    | 1     | 4           | 0           | 114   | 23    |
| Миннесота Тандер (аренда) | USL-1            | 2003             | 2    | 0    | —        | —        | —     | —     | —           | —           | 2     | 0     |
| Миннесота Тандер (аренда) | Итого            | Итого            | 2    | 0    | —        | —        | —     | —     | —           | —           | 2     | 0     |
| Лос-Анджелес Гэлакси      | MLS              | 2007             | 10   | 1    | —        | —        | 2     | 1     | —           | —           | 12    | 2     |
| Лос-Анджелес Гэлакси      | Итого            | Итого            | 10   | 1    | —        | —        | 2     | 1     | —           | —           | 12    | 2     |
| Хьюстон Динамо            | MLS              | 2007             | 15   | 6    | 4        | 1        | 1     | 0     | —           | —           | 20    | 7     |
| Хьюстон Динамо            | Итого            | Итого            | 15   | 6    | 4        | 1        | 1     | 0     | —           | —           | 20    | 7     |
| Райндорф Альтах           | Бундеслига       | 2007/08          | 13   | 5    | —        | —        | —     | —     | —           | —           | 13    | 5     |
| Райндорф Альтах           | Итого            | Итого            | 13   | 5    | —        | —        | —     | —     | —           | —           | 13    | 5     |
| Хьюстон Динамо            | MLS              | 2008             | 14   | 4    | 2        | 0        | —     | —     | 4           | 1           | 20    | 5     |
| Хьюстон Динамо            | Итого            | Итого            | 14   | 4    | 2        | 0        | —     | —     | 4           | 1           | 20    | 5     |
| Сиэтл Саундерс            | MLS              | 2009             | 28   | 9    | 2        | 0        | 4     | 1     | —           | —           | 34    | 10    |
| Сиэтл Саундерс            | MLS              | 2010             | 15   | 0    | 2        | 0        | 4     | 5     | 4           | 1           | 25    | 6     |
| Сиэтл Саундерс            | MLS              | 2011             | 23   | 0    | 0        | 0        | 2     | 1     | 5           | 0           | 30    | 1     |
| Сиэтл Саундерс            | Итого            | Итого            | 66   | 9    | 4        | 0        | 10    | 7     | 9           | 1           | 89    | 17    |
| Всего за карьеру          | Всего за карьеру | Всего за карьеру | 212  | 46   | 18       | 2        | 23    | 9     | 17          | 2           | 270   | 59    |

Источники: Transfermarkt, worldfootball.net, SoccerStats.us.